# Grayson (Géorgie)
Pour les articles homonymes, voir Grayson.
Grayson est une ville américaine située dans le comté de Gwinnett, en Géorgie. Selon le recensement de 2020, sa population est de 4 730 habitants.

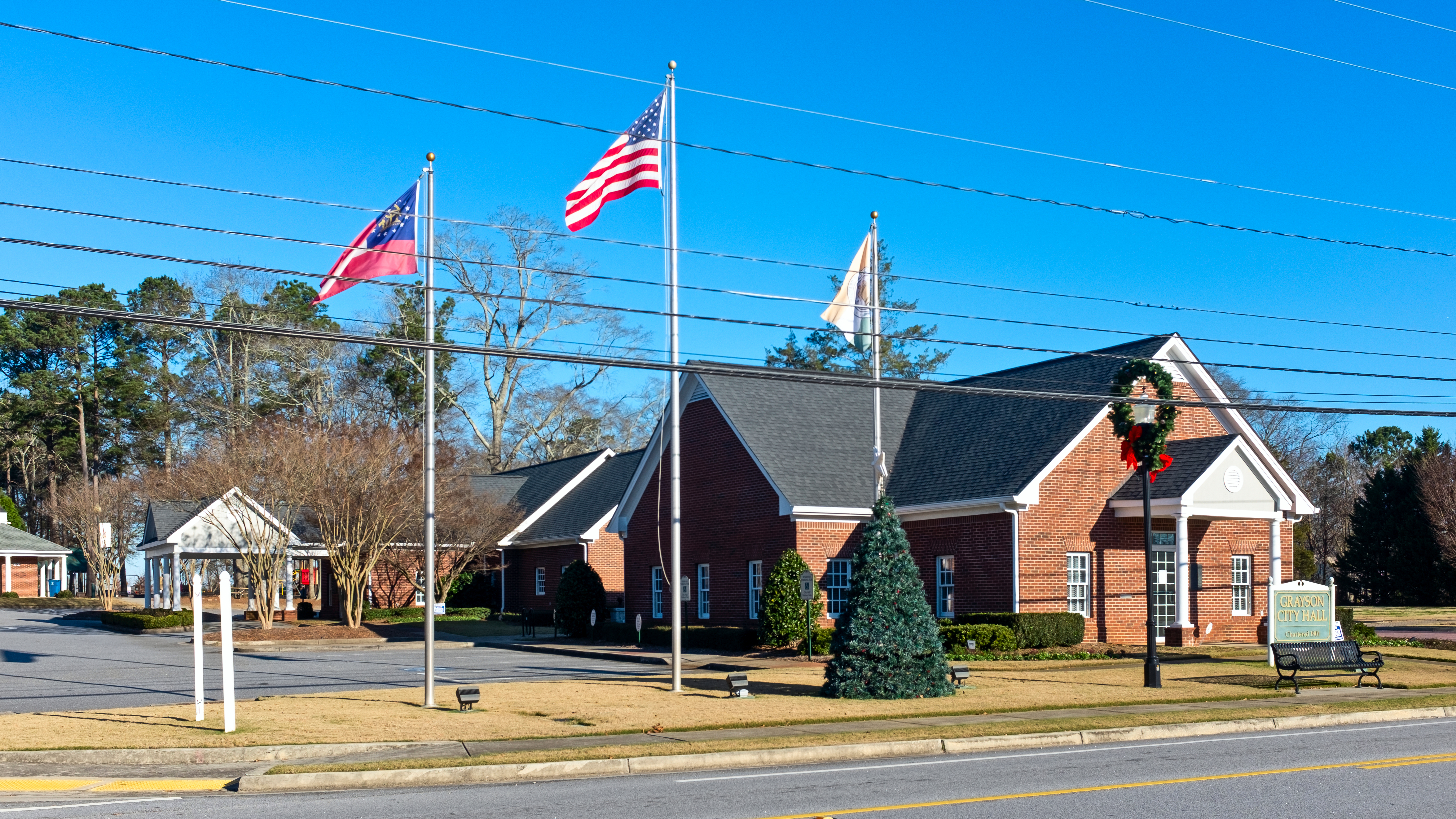
La mairie de Grayson